# Głaniszew
Głaniszew – wieś w Polsce położona w województwie łódzkim, w powiecie sieradzkim, w gminie Warta, przy szosie do Stawu i Marchwacza. Droga ta była niegdyś fragmentem tzw. szlaku solnego łączącego Małopolskę z Wielkopolską. W latach 1975–1998 miejscowość administracyjnie należała do województwa sieradzkiego.
Pierwsza wzmianka z 1392 r. i dotyczy Andreausa de Glamissowo. W 1398 r. występuje Martin Smok de Glaniszewicze. W 1418 r. występuje Derslaus (Dersław) de Glamiszewo. W 1496 – Glamyschow. W XVI w. – Glamyschow, Glanyschewo-villa (wieś). Według Kozierowskiego nazwa wsi pochodzi od wyrazu głanisz, glamać – mlaskać, być może od głosu przy chodzeniu po błocie, gdyż grunty są tu podmokłe, a gleby zlewne: "Głaniszew – wieś i folwark w pow. tureckim, gm. Grzybki, par. Góra przy trakcie z Warty do Kalisza, 31 wiorst od Kalisza, 15 od Sieradza, 5 w. od Warty. W 1827 r. 16 dm., 118 mk. Folwark nabyty w 1876 r. za rs. 56050. Rozl. 559 morgów, grunt orny – 477 m, łąk – 46 m, pastwisk – 9 m, grunt – 109 m". W 1734 r. wieś zniszczona przez zwolenników Sasów. W 2 poł. XVIII w/ wieś była własnością Łaszczyńskich de Verbno. Córka Wacława Łaszczyńskiego Elżbieta wnosi te dobra jako wiano Walerianowi Kąsinowskiemu h. Nałęcz. Zadłużenie spowodowało wystawienie majątku na licytację. Nabył go Karol Habdank Miłkowski za 25 tys. talarów i sprzedał 26 maja 1821 r. Antoniemu Łęskiemu, który je znowu zbył 21 września 1834 r. Xaweremu Wołowskiemu, lecz z powodu niedotrzymania kontraktu dobra wróciły do Łęskiego. Tych zmian było o wiele więcej i są odnotowane w księdze wieczystej założonej 14 lutego 1821 r. W 1930 r. dobra miały powierzchnię 231 ha. Ich ostatnim właścicielem był Mariusz Hubert Golcz. W czasie wojny majątek zajęli Niemcy, po wojnie uległ parcelacji. Z dawnego założenia dworskiego pozostał jedynie spichlerz, kępy drzew i krzewów i zarośnięte sadzawki.
 przez wieś biegnie Łódzka magistrala rowerowa.